# Aron Kifle
Aron Kifle (ur. 20 lutego 1998) – erytrejski lekkoatleta specjalizujący się w biegach długodystansowych.
Brązowy medalista mistrzostw świata w biegach przełajowych w drużynie juniorów (2015). W tym samym roku zajął 8. miejsce w biegu na 5000 metrów podczas igrzysk afrykańskich w Brazzaville oraz wystąpił na mistrzostwach świata w Pekinie. Brązowy medalista afrykańskich mistrzostw w biegach przełajowych (2016). Srebrny medalista mistrzostw świata juniorów w Bydgoszczy (2016).
Złoty medalista mistrzostw Erytrei.

## Osiągnięcia indywidualne
| Rok  | Impreza                                   | Miejsce        | Konkurencja           | Pozycja     | Wynik    |
| ---- | ----------------------------------------- | -------------- | --------------------- | ----------- | -------- |
| 2015 | Mistrzostwa świata w biegach przełajowych | Guiyang        | bieg juniorów         | 19. miejsce | 24:52    |
| 2015 | Mistrzostwa świata                        | Pekin          | bieg na 5000 metrów   | eliminacje  | 13:25,85 |
| 2015 | Igrzyska afrykańskie                      | Brazzaville    | bieg na 5000 metrów   | 8. miejsce  | 13:26,85 |
| 2016 | Mistrzostwa Afryki w biegach przełajowych | Jaunde         | bieg juniorów         | 3. miejsce  | 21:48    |
| 2016 | Mistrzostwa świata juniorów               | Bydgoszcz      | bieg na 5000 metrów   | 5. miejsce  | 13:31,09 |
| 2016 | Mistrzostwa świata juniorów               | Bydgoszcz      | bieg na 10 000 metrów | 2. miejsce  | 27:26,20 |
| 2016 | Igrzyska olimpijskie                      | Rio de Janeiro | bieg na 5000 metrów   | eliminacje  | 13:29,45 |
| 2017 | Mistrzostwa świata w biegach przełajowych | Kampala        | bieg seniorów         | 5. miejsce  | 28:49    |
| 2017 | Mistrzostwa świata                        | Londyn         | bieg na 5000 metrów   | 7. miejsce  | 13:36,91 |
| 2017 | Mistrzostwa świata                        | Londyn         | bieg na 10 000 metrów | 11. miejsce | 27:09,92 |
| 2018 | Mistrzostwa świata w półmaratonie         | Walencja       | półmaraton            | 3. miejsce  | 1:00:31  |
| 2019 | Mistrzostwa świata w biegach przełajowych | Aarhus         | bieg seniorów         | 4. miejsce  | 32:04    |
| 2019 | Igrzyska afrykańskie                      | Rabat          | bieg na 10 000 metrów | 2. miejsce  | 27:57,79 |
| 2019 | Mistrzostwa świata                        | Doha           | bieg na 10 000 metrów | 14. miejsce | 28:16,74 |
| 2021 | Igrzyska olimpijskie                      | Tokio          | bieg na 10 000 metrów | 12. miejsce | 28:04,06 |
| 2024 | Mistrzostwa świata w biegach przełajowych | Belgrad        | bieg seniorów         | 71. miejsce | 31:21    |
| 2024 | Igrzyska olimpijskie                      | Paryż          | bieg na 5000 metrów   | eliminacje  | 14:16,77 |

## Rekordy życiowe
- Bieg na 5000 metrów – 13:05,00 (2024)
- Bieg na 10 000 metrów – 27:09,74 (2024)